# Свети Стилиан (Солун)
„Свети Стилиан Пафлагонски Детепазител“ (на гръцки: Αγίου Στυλιανού) е църква в македонския град Солун, част от Солунската епархия на Вселенската патриаршия, под управлението на Църквата на Гърция.
Църквата се намира на територията на Солунския университет между „Егнатия“ и „Етники Амина“. Основният камък е поставен на 27 февруари 1938 година. Работата по църковната сграда е забавено от избухването на войната през 1940 г. На 27 декември 1943 е извършена първата тържествена литургия. Открита е на 26 ноември 1946 г., деня на Свети Стилиан Пафлагонийски, от митрополит Генадий Солунски.
Автор на сградата е видният гръцки архитект Аристотелис Захос, а строежа ръководи архитект Орестис Хадзиангелу. В архитектурно отношение е византийски кръстокуполен храм. Храмът е изписан от видния зограф Поликлитос Ренгос. Основни спонсори са солунският адвокат Григориос Карипис, който дарява 40 000 драхми и светогорските манастири, които даряват 5000 драхми.